# 392. (hrvatska) pješačka divizija
392. (hrvatska) pješačka divizija (njemački: 392. (Kroatische) Infanterie-Division), bila je divizija Wehrmachta koja je novačila dobrovoljce iz Nezavisne Države Hrvatske. Poznatija je bila pod nazivom Plava divizija (njemački: Blaue Division).
Divizija je osnovana 17. kolovoza 1943. u Döllersheimu. Zapovjednik joj je bio general poručnik (Generalleutnant) Johann Mickl. Većina časnika bili su Nijemci. Divizijske uniforme bile su njemačke s hrvatskim grbom na desnome rukavu. Divizija je sudjelovala u čišćenju partizana na otoku Korčuli.
General poručnik Johann Mickl ubijen je u akciji u partizanskoj zasjedi kod Senja 9. travnja 1945. Divizija je povučena sjeverno od Rijeke. Tu su njemački časnici raspustili hrvatske vojnike od službe, gdje su se predali jugoslavenskim partizanima. 

## Poslijeratna sudbina
3. travnja 2009. Hrvatski helsinški odbor objavio je da se u masovnoj grobnici pronađenoj u blizini Zaprešića nalazi 4500 pripadnika ove divizije. Mještani tvrde da je za pokolj odgovorna partizanska 21. srpska divizija.
U hrvatskom filmu Četverored pojavljuje se nekoliko vojnika Plave divizije koje su Britanci kod Bleiburga na prijevaru izručili partizanima.